# Tricorythodes ulmeri
Tricorythodes ulmeri is een haft uit de familie Leptohyphidae. De wetenschappelijke naam van de soort is voor het eerst geldig gepubliceerd in 1973 door Allen & Brusca.
De soort komt voor in het Neotropisch gebied.